# هيلديغارد فيرنر
هيلديغارد فيرنر (بالسويدية: Hildegard Werner)‏ هي موزعة وصحفية سويدية، ولدت في 1834، وتوفيت في 1911.